# تولون (روسيا)
تولون (بالروسية: Тулун) هي إحدى مدن روسيا في الكيان الفدرالي الروسي إركوتسك أوبلاست.

## المناخ
يظهر الجدول التالي التغييرات المناخية على مدار السنة لتولون:
| البيانات المناخية لـتولون          | البيانات المناخية لـتولون | البيانات المناخية لـتولون | البيانات المناخية لـتولون | البيانات المناخية لـتولون | البيانات المناخية لـتولون | البيانات المناخية لـتولون | البيانات المناخية لـتولون | البيانات المناخية لـتولون | البيانات المناخية لـتولون | البيانات المناخية لـتولون | البيانات المناخية لـتولون | البيانات المناخية لـتولون | البيانات المناخية لـتولون |
| الشهر                              | يناير                     | فبراير                    | مارس                      | أبريل                     | مايو                      | يونيو                     | يوليو                     | أغسطس                     | سبتمبر                    | أكتوبر                    | نوفمبر                    | ديسمبر                    | المعدل السنوي             |
| ---------------------------------- | ------------------------- | ------------------------- | ------------------------- | ------------------------- | ------------------------- | ------------------------- | ------------------------- | ------------------------- | ------------------------- | ------------------------- | ------------------------- | ------------------------- | ------------------------- |
| الدرجة القصوى °م (°ف)              | 4.7 (40.5)                | 8.7 (47.7)                | 16.8 (62.2)               | 28.4 (83.1)               | 32.2 (90.0)               | 36.0 (96.8)               | 35.8 (96.4)               | 36.5 (97.7)               | 30.0 (86.0)               | 25.0 (77.0)               | 13.5 (56.3)               | 7.0 (44.6)                | 36.5 (97.7)               |
| متوسط درجة الحرارة الكبرى °م (°ف)  | −14.9 (5.2)               | −10.2 (13.6)              | −1.8 (28.8)               | 7.1 (44.8)                | 16.2 (61.2)               | 22.3 (72.1)               | 24.1 (75.4)               | 21.2 (70.2)               | 14.5 (58.1)               | 5.8 (42.4)                | −5.7 (21.7)               | −13.3 (8.1)               | 5.6 (42.1)                |
| المتوسط اليومي °م (°ف)             | −20.4 (−4.7)              | −17.0 (1.4)               | −8.9 (16.0)               | 0.7 (33.3)                | 8.7 (47.7)                | 15.1 (59.2)               | 17.5 (63.5)               | 14.6 (58.3)               | 7.7 (45.9)                | −0.1 (31.8)               | −10.9 (12.4)              | −18.3 (−0.9)              | −0.8 (30.6)               |
| متوسط درجة الحرارة الصغرى °م (°ف)  | −25.6 (−14.1)             | −23.1 (−9.6)              | −15.4 (4.3)               | −5 (23)                   | 1.6 (34.9)                | 8.0 (46.4)                | 11.1 (52.0)               | 8.7 (47.7)                | 2.3 (36.1)                | −4.7 (23.5)               | −15.7 (3.7)               | −23.1 (−9.6)              | −6.6 (20.1)               |
| أدنى درجة حرارة °م (°ف)            | −46.1 (−51.0)             | −47.2 (−53.0)             | −41.1 (−42.0)             | −26.5 (−15.7)             | −10 (14)                  | −5.0 (23.0)               | −0.4 (31.3)               | −3.0 (26.6)               | −11.1 (12.0)              | −29 (−20)                 | −40 (−40)                 | −45 (−49)                 | −47.2 (−53.0)             |
| الهطول مم (إنش)                    | 17.6 (0.69)               | 16.9 (0.67)               | 10.4 (0.41)               | 25.7 (1.01)               | 28.4 (1.12)               | 54.5 (2.15)               | 75.6 (2.98)               | 53.5 (2.11)               | 35.0 (1.38)               | 22.1 (0.87)               | 16.2 (0.64)               | 17.4 (0.69)               | 373.3 (14.72)             |
| متوسط أيام هطول الأمطار (≥ 0.1 mm) | 18.8                      | 15.1                      | 11.3                      | 12.9                      | 13.0                      | 12.4                      | 11.3                      | 13.5                      | 13.2                      | 16.9                      | 18.2                      | 20.1                      | 176.7                     |
| متوسط الرطوبة النسبية (%)          | 81.3                      | 73.8                      | 62.6                      | 56.7                      | 53.9                      | 65.8                      | 72.7                      | 75.4                      | 72.5                      | 72.3                      | 78.0                      | 83.5                      | 70.7                      |
| ساعات سطوع الشمس الشهرية           | 105.4                     | 134.4                     | 210.8                     | 246.0                     | 266.6                     | 273.0                     | 269.7                     | 248.0                     | 186.0                     | 127.1                     | 93.0                      | 77.5                      | 2٬237٫5                   |
| المصدر: climatebase.ru             |                           |                           |                           |                           |                           |                           |                           |                           |                           |                           |                           |                           |                           |